# К ней (Глинка)
«К ней» — романс М. И. Глинки на стихотворение Адама Мицкевича в переводе С. Г. Голицына. Написан в 1843 году.

## История
В своих «Записках» (завершённых в 1855 году) Глинка вспоминает об обстоятельствах написания романса: «В том же 1843 году, если не ошибаюсь, я написал романс „К ней“, переведённый из Мицкевича князем С. Голицыным». Известно, что Глинка, имевший польские корни, интересовался польской культурой и был лично знаком со многими её деятелями включая Мицкевича. Позднее, в 1849 году, он напишет романс на ещё одно стихотворение Мицкевича, причём обратится к оригинальному польскому тексту. Этот романс известен под названием «Rozmowa».
В основу романса положен русский перевод стихотворения А. Мицкевича «Do D. D.» («К Д. Д.») в переводе С. Г. Голицына. Примечательно, что на это стихотворение, созданное Мицкевичем в 1825 году, неоднократно писали музыку как польские (Шопен, Монюшко), так и русские композиторы, в числе которых Алябьев, Чайковский, Кюи и Римский-Корсаков.
Автограф романса «К ней» не обнаружен. Впервые он был издан фирмой «Одеон», а позднее — Ф. Т. Стелловским.

## Общая характеристика
Когда в час весёлый откроешь ты губки,

И мне ты воркуешь нежнее голубки,

Я с трепетом внемлю, я весь вне себя,

Боюсь проронить хоть единое слово,

Молчу, не желаю блаженства иного,

Всё слушал бы, слушал и слушал тебя.

Но глазки сверкнули живее кристаллов,

Жемчужные зубки блестят средь кораллов,

Румянец в ланитах уж начал играть!

Теперь я смелее смотрю тебе в очи,

Уста приближаю и слушать нет мочи,

Хочу целовать, целовать, целовать!
По свидетельству композитора А. Н. Серова, сам Глинка считал романс «К ней» «безделушкою, шалостью, написанной в полчаса». Тем не менее Серов называет романс «прелестью», а, к примеру, исследовательница творчества Глинки О. Е. Левашёва ставит его выше более позднего романса «Rozmowa».
По своему ритмическому рисунку (трёхдольный размер с подчёркнутой последней долей) романс чрезвычайно схож с польской мазуркой, что подчёркивается и авторским обозначением «Tempo di mazurka». В вокальной партии песенность (внутрислоговый распев) сочетается с танцевальностью (широкие, характерные для мазурки скачки).
М. А. Овчинников обращает внимание на обилие авторских ремарок, указывающих на характер исполнения отдельных фраз: dolcissimo, agitato, spianato assai, marcato ma dolce, con fuoco. По его мнению, это свидетельствует о театральной, сценической природе романса. Тонкая нюансировка и штриховое разнообразие призваны максимально подчеркнуть пылкость речи лирического героя.

## Исполнители
Глинка, обладавший хорошим голосом, нередко сам исполнял свои романсы. А. Н. Серов вспоминает о том, как он пел романс «К ней»: «Одушевление, пылкая декламация при словах „Но глазки сверкнули живее кристаллов“, артистическая законченность всего романса в его „донельзя влюблённом“ выражении были поразительны».
В числе исполнителей романса в разные годы были Л. В. Собинов, А. Ф. Ведерников, Д. А. Королёв, Ю. А. Гуляев, Е. В. Образцова, И. К. Архипова, З. А. Долуханова, В. М. Баева, Д. Я. Пантофель-Нечецкая, Г. А. Писаренко, Е. В. Шумская и др..